# Predigtberg
Der Predigtberg, auch Hoher Predigtberg, ist ein 892 m ü. A. hoher Berg im Mühlviertel in Oberösterreich. Er liegt in der Gemeinde St. Leonhard bei Freistadt. Auf seinem Gipfel befindet sich ein Aussichtsturm, die Susi-Wallner-Warte.
Von der Susi-Wallner-Warte reicht der Blick über weite Teile des Mühlviertels, die Region Mühlviertler Alm, den Donauraum, das Machland und bei klarer Sicht bis in die Alpen zum Schneeberg.
Wanderwege führen von St. Leonhard, Schönau im Mühlkreis und Weitersfelden herauf, außerdem liegt der Johannesweg in der Nähe.

## Susi-Wallner-Warte
Die erste Warte, eine Holzkonstruktion, wurde 1931 erbaut. Diese wurde durch Stürme schwer beschädigt und stürzte schließlich 1953 ein. 1962 wurde die heutige 18 Meter hohe Warte in Stahlbetonbauweise erbaut und durch Landeshauptmann Heinrich Gleißner eröffnet. Die Warte ist nach der Heimatdichterin Susi Wallner benannt.